# Fullersta bio

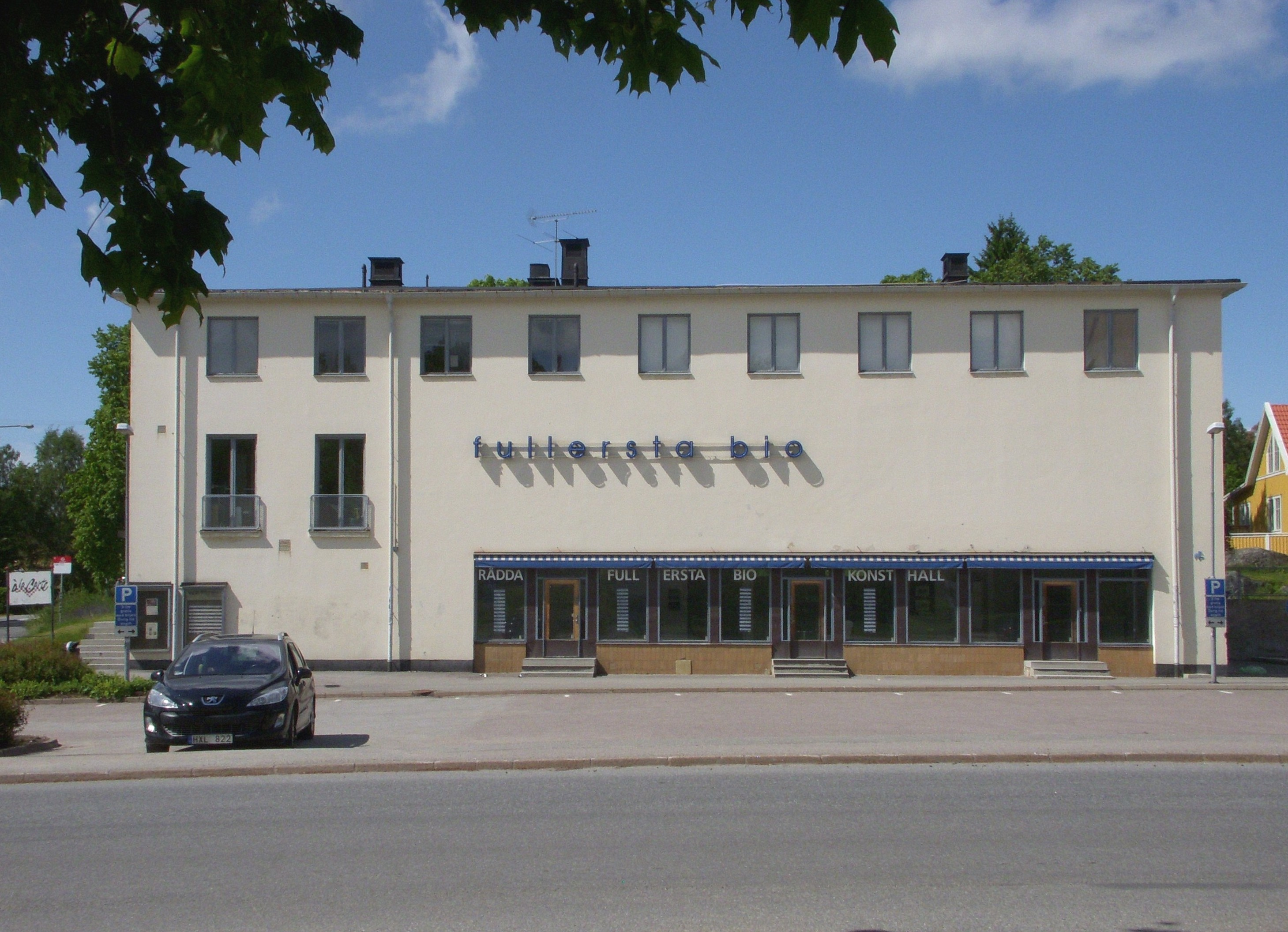
Fullersta bio, huvudfasad, 2012.

Fullersta bio är en konsthall och en teater som inryms i tidigare konsumbutiker och biograf invid hörnet Källbrinksvägen och Norrängsvägen i kommundelen Sjödalen-Fullersta, Huddinge kommun. 

## Beskrivning

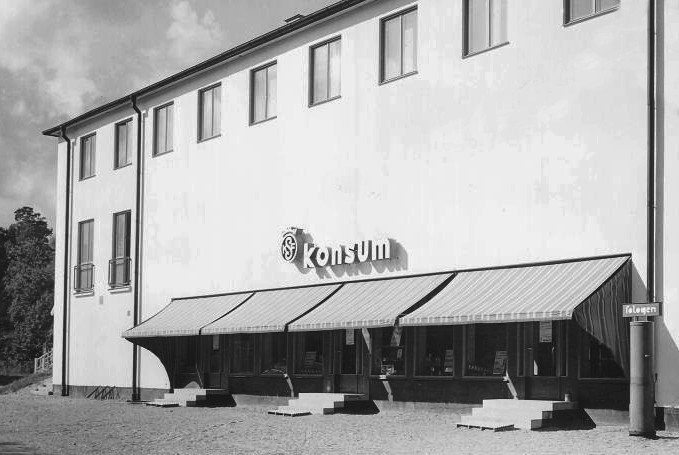
Fullersta bio på 1930-talet.

Fullersta bio uppfördes 1932-1933 som en pendang till Fullersta gård. Byggnaden är en av Huddinges mest stilrena och  funktionalistiskt gestaltade, och hade ursprungligen kommunens första konsumbutikerer i bottenvåningen och en biograf på övervåningen. 
Huset uppfördes genom ett samarbete mellan Byggnadsföreningen Folkets hus, municipalnämnden i Huddinge och hushållningssällskapet. Folkets hus hyrde sedan sina lokaler och byggnaden har allt sedan uppförandet kallats för "Fullersta bio". Byggnaden ritades av KFAIs arkitekt Dag Ribbing under överinseende av chefsarkitekten Eskil Sundahl. För väggdekorationen i biografsalongen stod konstnären Kalle Lodén. Högst upp i trevåningshuset låg biografmaskinistens bostad och kontorsrum för konsumbutiken. Butikerna nåddes via entrén mot Norrängsvägen, medan biografens entré låg på gaveln mot Källbrinksvägen. Kostnaden för bygget var 156 260 kronor (knappt 5 miljoner kronor i dagens penninvärde).
Efter nedläggning av konsumbutikerna och biografverksamheten följde några år av förfall. I mitten på 1990-talet började Huddinge kommun med upprustningen av fastigheten. Sedan hösten 1996 har Huddinge Konstnärs Klubben (HKK) tillsammans med kulturprofilen Olle Magnusson bedrivit utställningsverksamheten  "Fullersta Bio Konsthall" i bottenvåningen medan den gamla biografsalongen med tillhörande utrymmen nyttjas av "Á la Carte-teatern" genom Studieförbundet Vuxenskolan.
Efter en hyreshöjning stod lokalerna i bottenvåningen sedan år 2014 tomma. 2021 godkändes bygglov för en sedan länge omdebatterad renovering av lokalerna, med planen att kunna hysa olika sorters kulturverksamheter för barn och unga, bland annat ungdomsverksamheten Huset.

## Bilder

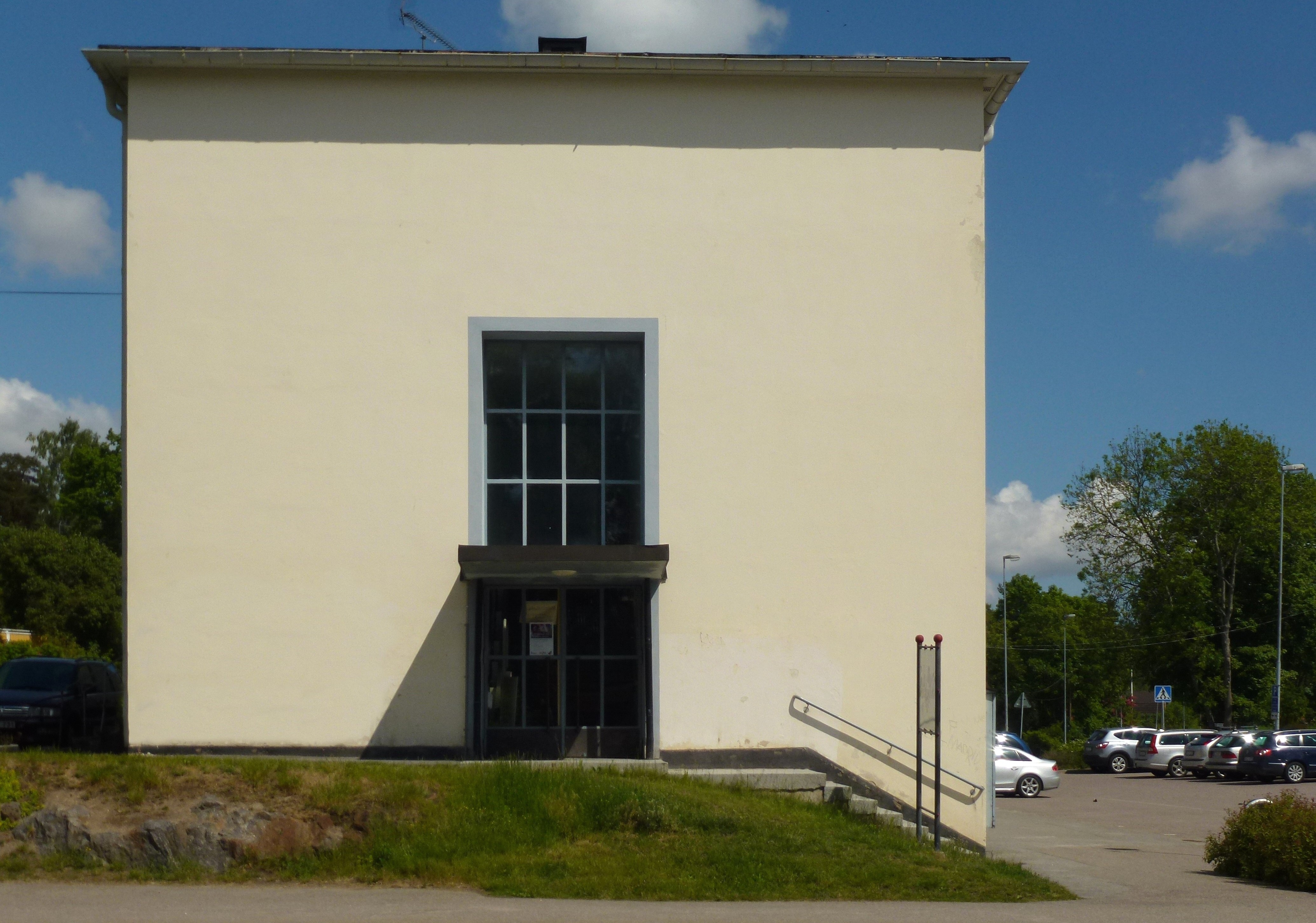
Entrén mot Källbrinksvägen
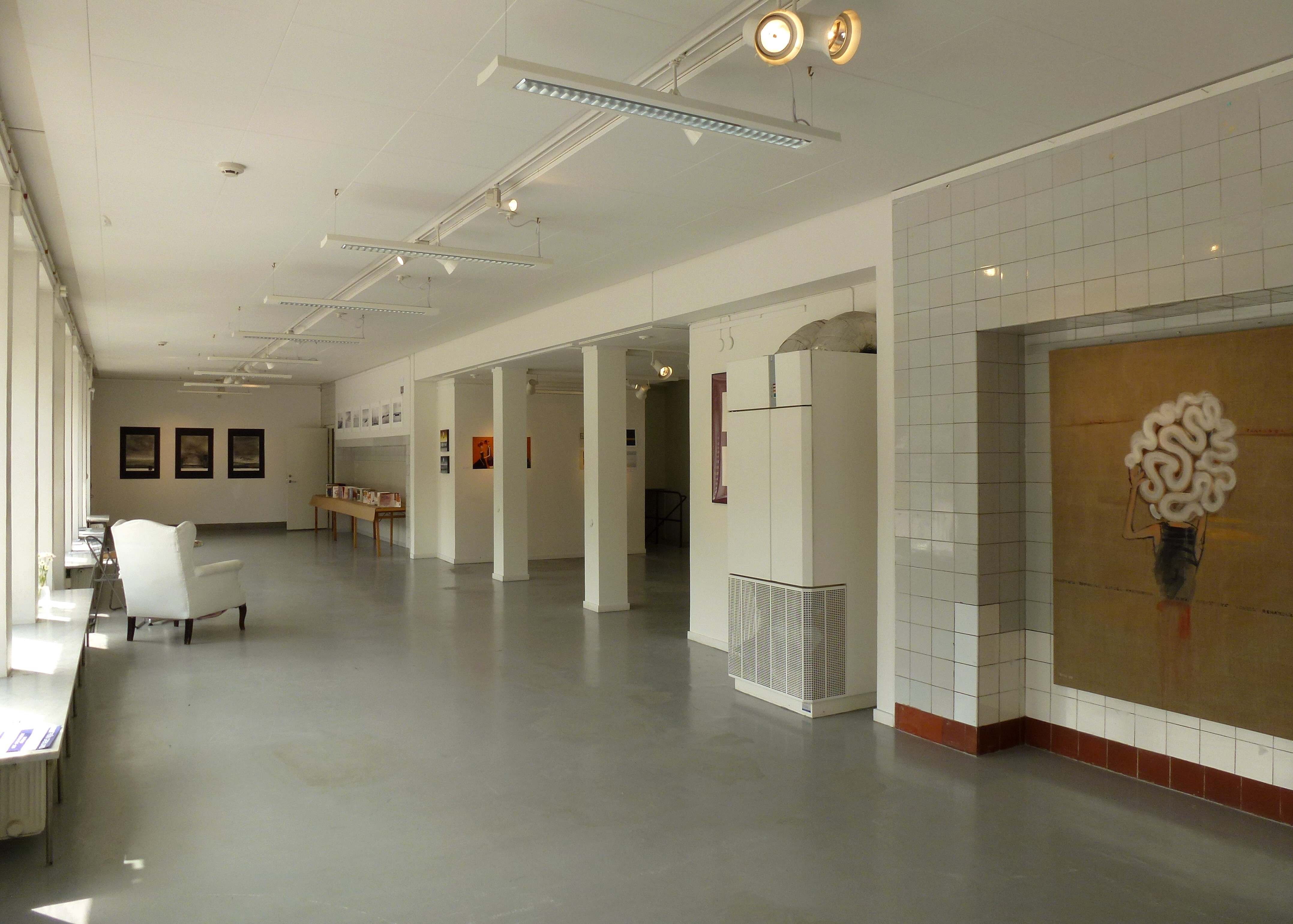
F.d. Konsum-butiken, nu konsthall
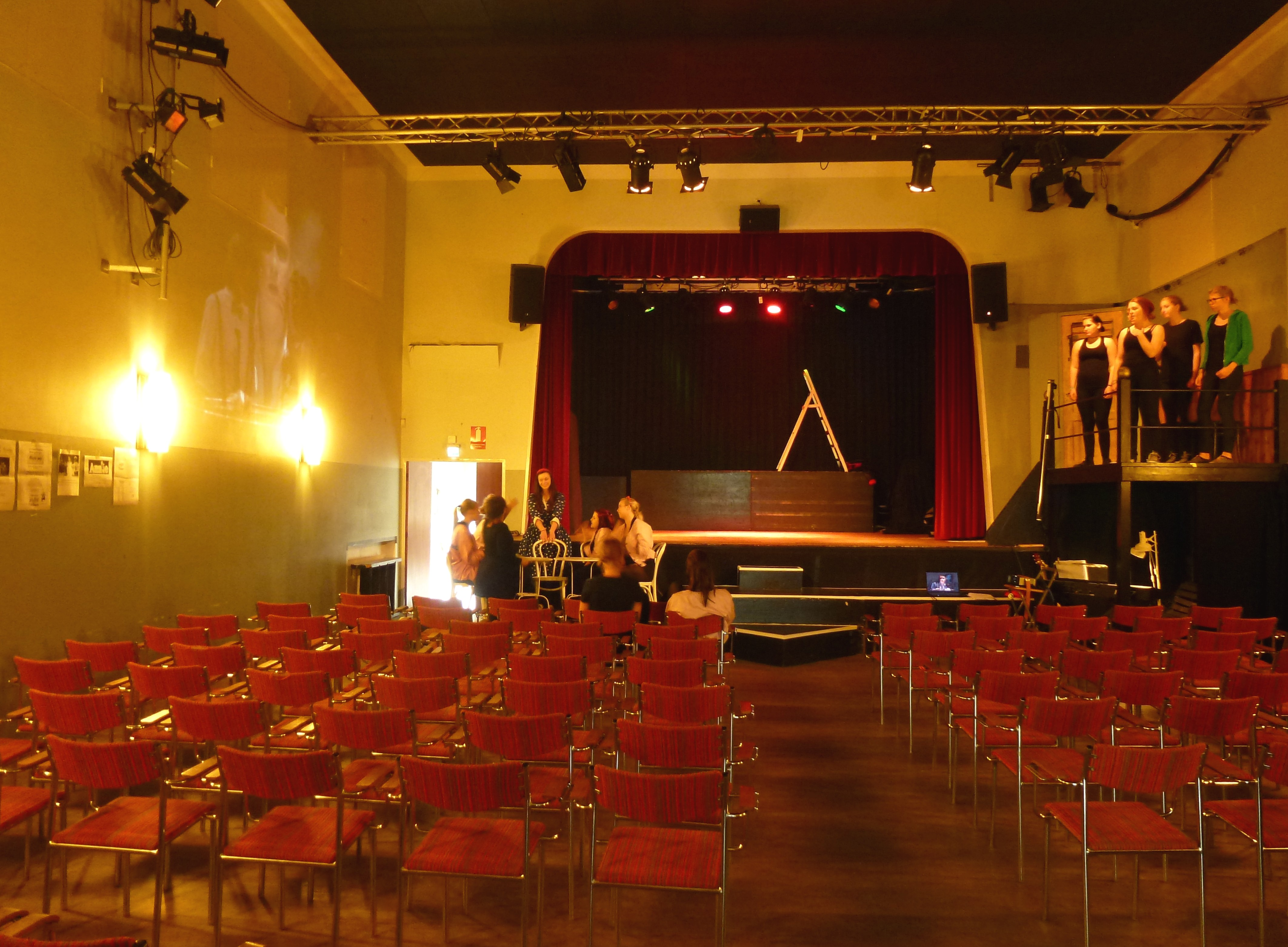
F.d. biografsalongen, nu teater
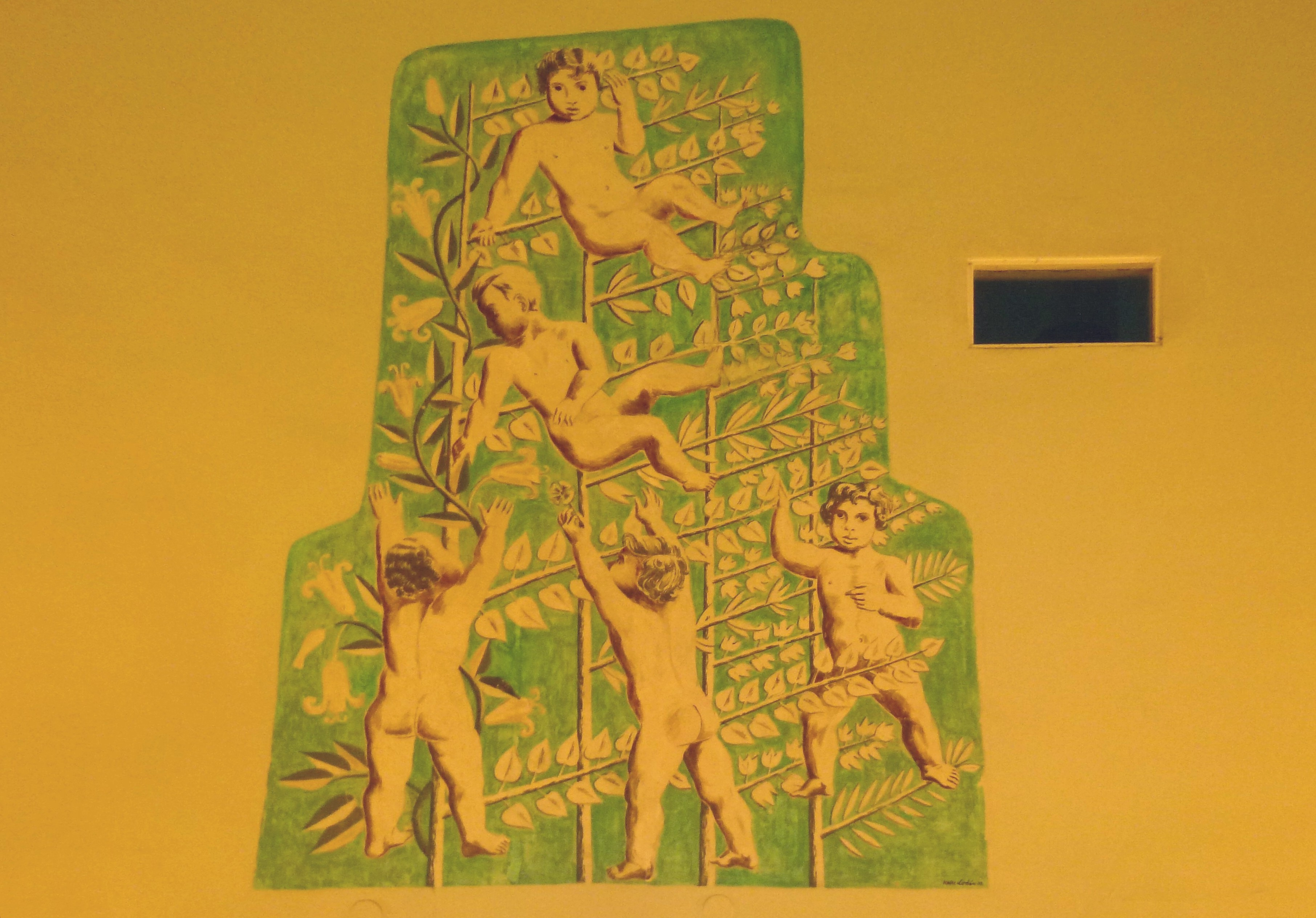
Kalle Lodéns väggmålning från 1932